# Annelles
Annelles est une commune française située dans le département des Ardennes, en région Grand Est.

## Géographie

### Localisation
Annelles est située dans le sud-ouest du département des Ardennes, à 11 km de la sous-préfecture Rethel, à 48 km de la préfecture Charleville-Mézières. Reims est à 35 km et Paris à 170 km.
Le territoire de la commune est limitrophe de sept communes.
| Perthes   | Thugny-Trugny | Seuil              |
|           | Annelles      | Ménil-Annelles     |
| Juniville | Bignicourt    | Ville-sur-Retourne |

### Hydrographie
La commune est dans la région hydrographique « la Seine du confluent de l'Oise (inclus) à l'embouchure » au sein du bassin Seine-Normandie. Elle n'est drainée par aucun cours d'eau,.

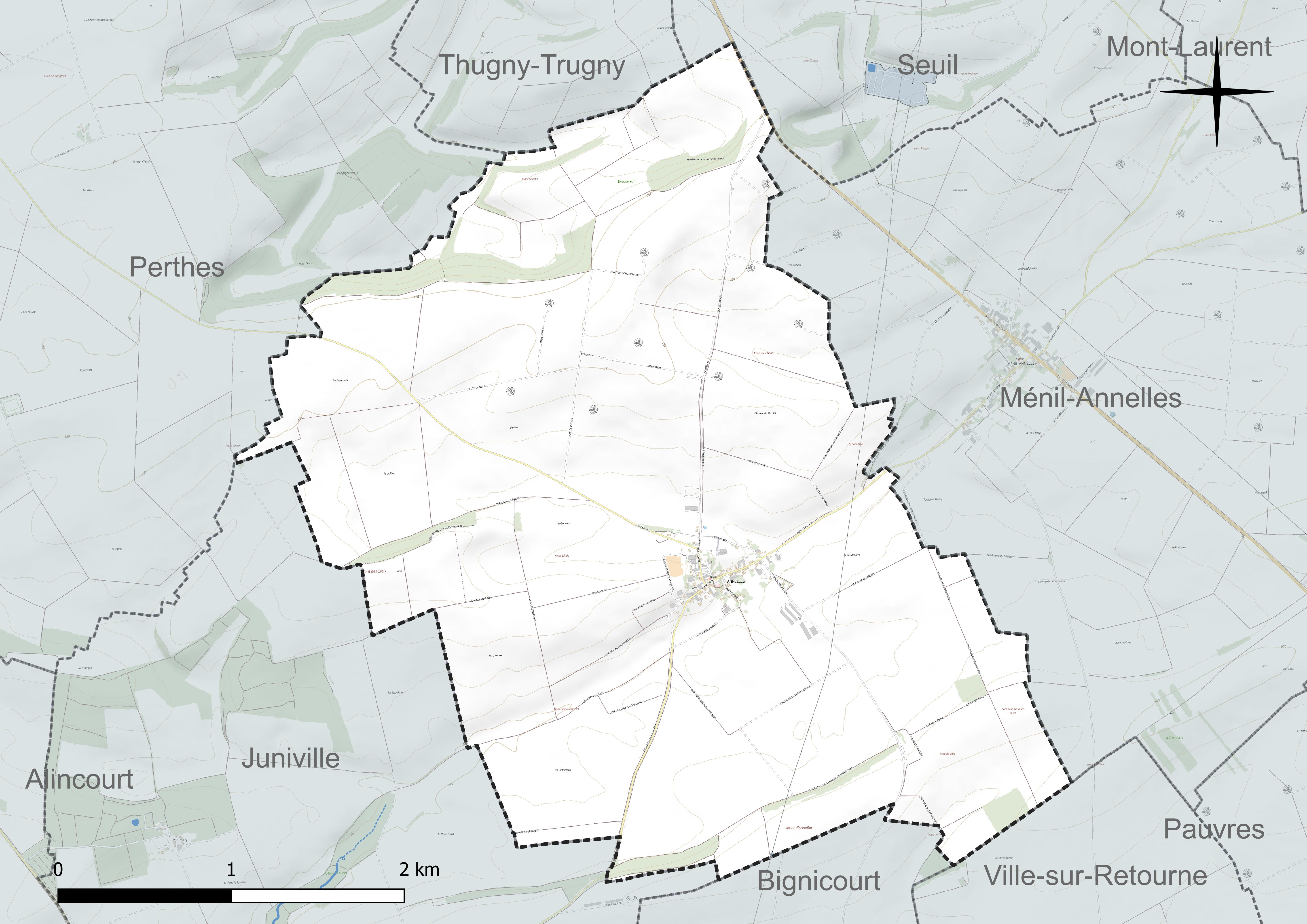
Réseaux hydrographique d'Annelles.

### Climat
Pour des articles plus généraux, voir Climat du Grand Est et Climat des Ardennes.
En 2010, le climat de la commune est de type climat océanique dégradé des plaines du Centre et du Nord, selon une étude du Centre national de la recherche scientifique s'appuyant sur une série de données couvrant la période 1971-2000. En 2020, Météo-France publie une typologie des climats de la France métropolitaine dans laquelle la commune est exposée à un climat océanique altéré et est dans la région climatique Nord-est du bassin Parisien, caractérisée par un ensoleillement médiocre, une pluviométrie moyenne régulièrement répartie au cours de l’année et un hiver froid (3 °C).
Pour la période 1971-2000, la température annuelle moyenne est de 10,2 °C, avec une amplitude thermique annuelle de 15,6 °C. Le cumul annuel moyen de précipitations est de 766 mm, avec 12,4 jours de précipitations en janvier et 9,1 jours en juillet. Pour la période 1991-2020, la température moyenne annuelle observée sur la station météorologique de Météo-France la plus proche, « Juniville », sur la commune de Juniville à 4 km à vol d'oiseau, est de 10,8 °C et le cumul annuel moyen de précipitations est de 704,4 mm. 
La température maximale relevée sur cette station est de 41,3 °C, atteinte le 25 juillet 2019 ; la température minimale est de −22,1 °C, atteinte le 13 janvier 1968,,.
Les paramètres climatiques de la commune ont été estimés pour le milieu du siècle (2041-2070) selon différents scénarios d'émission de gaz à effet de serre à partir des nouvelles projections climatiques de référence DRIAS-2020. Ils sont consultables sur un site dédié publié par Météo-France en novembre 2022.

## Urbanisme

### Typologie
Au 1er janvier 2024, Annelles est catégorisée commune rurale à habitat dispersé, selon la nouvelle grille communale de densité à 7 niveaux définie par l'Insee en 2022.
Elle est située hors unité urbaine et hors attraction des villes,.

### Occupation des sols
L'occupation des sols de la commune, telle qu'elle ressort de la base de données européenne d’occupation biophysique des sols Corine Land Cover (CLC), est marquée par l'importance des territoires agricoles (96 % en 2018), une proportion identique à celle de 1990 (96 %). La répartition détaillée en 2018 est la suivante : 
terres arables (94,8 %), zones urbanisées (2 %), forêts (1,9 %), zones agricoles hétérogènes (1,3 %). L'évolution de l’occupation des sols de la commune et de ses infrastructures peut être observée sur les différentes représentations cartographiques du territoire : la carte de Cassini (XVIIIe siècle), la carte d'état-major (1820-1866) et les cartes ou photos aériennes de l'IGN pour la période actuelle (1950 à aujourd'hui).

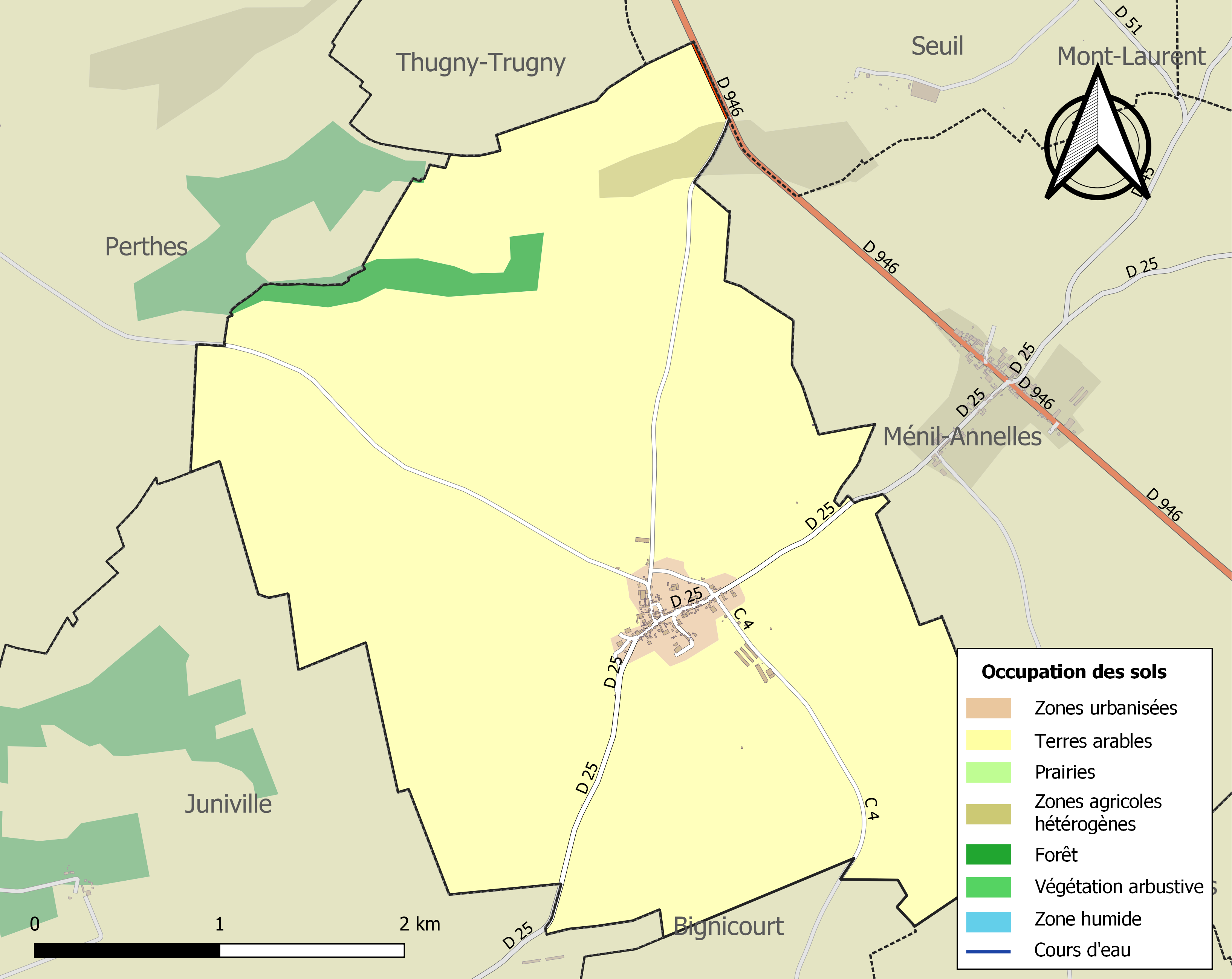
Carte des infrastructures et de l'occupation des sols de la commune en 2018 (CLC).

## Démographie
L'évolution du nombre d'habitants est connue à travers les recensements de la population effectués dans la commune depuis 1793. Pour les communes de moins de 10 000 habitants, une enquête de recensement portant sur toute la population est réalisée tous les cinq ans, les populations de référence des années intermédiaires étant quant à elles estimées par interpolation ou extrapolation. Pour la commune, le premier recensement exhaustif entrant dans le cadre du nouveau dispositif a été réalisé en 2007.

En 2022, la commune comptait 130 habitants, en évolution de −7,14 % par rapport à 2016 (Ardennes : −2,97 %, France hors Mayotte : +2,11 %).
| 1793 | 1800 | 1806 | 1821 | 1831 | 1836 | 1841 | 1846 | 1851 |
| ---- | ---- | ---- | ---- | ---- | ---- | ---- | ---- | ---- |
| 227  | 324  | 328  | 311  | 306  | 355  | 370  | 372  | 353  |

| 1866 | 1872 | 1876 | 1881 | 1886 | 1891 | 1896 | 1901 | 1906 |
| ---- | ---- | ---- | ---- | ---- | ---- | ---- | ---- | ---- |
| 351  | 315  | 287  | 264  | 261  | 238  | 248  | 251  | 242  |

| 1911 | 1921 | 1926 | 1931 | 1936 | 1946 | 1954 | 1962 | 1968 |
| ---- | ---- | ---- | ---- | ---- | ---- | ---- | ---- | ---- |
| 247  | 176  | 185  | 149  | 140  | 110  | 125  | 106  | 95   |

| 1975 | 1982 | 1990 | 1999 | 2006 | 2007 | 2012 | 2017 | 2022 |
| ---- | ---- | ---- | ---- | ---- | ---- | ---- | ---- | ---- |
| 90   | 89   | 110  | 118  | 129  | 130  | 138  | 141  | 130  |

### Recensements
Des recensements officiels pris à des intervalles réguliers de 10 en 10 années donnent les chiffres suivants :
1826 = 90 ménages 355 habitants.
1836 = 90 ménages 355 habitants.
1846 = 100 ménages 372 habitants.
1856 = 102 ménages 351 habitants.
1876 = 76 ménages 250 habitants.
1886 = 86 ménages 261 habitants.
1896 = 96 ménages 297 habitants.
1906 = 71 ménages 242 habitants.

## Économie
Un projet de parc éolien lancé en 2006 sur le territoire d'Annelles et de la commune voisine de Ménil-Annelles a vu les travaux commencer en février 2016 pour une durée prévisionnelle d'un an.

## Culture locale et patrimoine

### Lieux et monuments
- L'église Saint-Sulpice d'Annelles, dont la tour date du XIIe siècle. Détruite par les bombardements de juin 1940, la nef et le chœur ont été reconstruits vers 1960[20].

### Personnalités liées à la commune
- Jeanne Alexandrine Pommery (1819-1890), née à Annelles et connue pour avoir dirigé la maison de vins de Champagne Pommery.

### Héraldique
| Blason de Annelles | Blason  | D’azur à l’aigle bicéphale d’or et à la crosse d’argent brochante, au chef cousu de gueules chargé de trois annelets d’or. |
| Blason de Annelles | Détails | Le statut officiel du blason reste à déterminer.                                                                           |